# Josip Bach (podmaršal)
Josip Bach (4. lipnja 1846. - ?) bio je hrvatski podmaršal austro-ugarske vojske i zapovjednik Kraljevskog hrvatskog domobranstva.

## Životopis
1. studenog 1894. promaknut je u čin general-bojnika. Dužnost zapovjednika Kr. hrvatskog domobranstva preuzeo je 1897. od Eduarda Lukinca, a 1. svibnja 1898. je imenovan podmaršalom (FML). Položaj je napustio umirovljenjem 1. prosinca 1901. Naslijedio ga je Đuro Čanić.